# Asplenium lamprocaulon
Asplenium lamprocaulon är en svartbräkenväxtart som beskrevs av Fée. Asplenium lamprocaulon ingår i släktet Asplenium och familjen Aspleniaceae. Inga underarter finns listade.